# Aschmun
Aschmun (arabisch أشمون, DMG Ašmūn) ist eine Stadt  in Ägypten innerhalb des Gouvernement al-Minufiyya mit ca. 116.000 Einwohnern.

## Bevölkerungsentwicklung
| Zensusjahr | Einwohnerzahl |
| ---------- | ------------- |
| 1996       | 68.793        |
| 2006       | 83.931        |
| 2018       | 115.973       |